# Åsarp, Tranemo kommun
Åsarp är kyrkbyn i Södra Åsarps socken i Tranemo kommun i Västergötland, belägen norr om Limmared.
I Åsarp ligger Södra Åsarps kyrka.